# Viktor Gísli Hallgrímsson
Viktor Gísli Hallgrímsson (Reykjavik, 24 de julio del 2000) es un jugador de balonmano islandés que juega de portero en el Orlen Wisła Płock. Es internacional con la selección de balonmano de Islandia.
Su primer gran campeonato con la selección fue el Campeonato Europeo de Balonmano Masculino de 2020.

## Palmarés

### GOG Gudme
- Liga danesa de balonmano (1): 2022

### HBC Nantes
- Trofeo de Campeones (1): 2022
- Copa de Francia de balonmano (2): 2023, 2024

## Clubes
| Club              | País      | Año         |
| ----------------- | --------- | ----------- |
| Fram Handball     | Islandia  | 2016 - 2019 |
| GOG Gudme         | Dinamarca | 2019 - 2022 |
| HBC Nantes        | Francia   | 2022 - 2024 |
| Orlen Wisła Płock | Polonia   | 2024 - Act. |